# Sarà perché ti amo
Sarà perché ti amo (svensk översättning: "För att jag älskar dig"): är en sång som Ricchi e Poveri framförde vid San Remo-festivalen 1981, och spelade in på albumet E penso a te 1981, samt släppte på singel i februari samma år.
I Sverige fick dansbandet Perikles 1982 en framgång med sången i svenskspråkig version, då under namnet "Var ska vi sova i natt?", vilken man även släppte som singel det året., samt spelades in på albumet Marie Marie. 1989 spelade dansbandet Wizex in sången dock med en helt annan text men samma titel som Perikles.
Även Mighty Band spelade in sången med titeln "Var ska vi sova i natt baby".
Låten porträtterades även på svenska 1981 av dansbandet Ingmar Nordströms med titeln "Oj! Vilken Morgon" och återfinns på albumet Saxparty 8.
En dansk version gavs ut 1982 av Laban med titeln "Hvor ska' vi sove i nat?". En cover på den gjordes av bandet Diskofil 1995.
1993 spelades den in av Michael Brinkenstjärna.

## Listplaceringar

### Ricchi e Poveris version
| Lista (1981)       | Topplacering |
| ------------------ | ------------ |
| Belgien (Flandern) | 33           |
| Frankrike          | 1            |
| Italien            | 1            |
| Schweiz            | 2            |
| Västtyskland       | 11           |
| Österrike          | 7            |

| Lista (2004) | Topplacering |
| ------------ | ------------ |
| Italien      | 15           |

### Perikles version
| Lista (1982-1983, 1993-1994) | Topplacering |
| ---------------------------- | ------------ |
| Sverige                      | 4            |

### Michael Brinkenstjärnas version
| Lista (1993) | Topplacering |
| ------------ | ------------ |
| Sverige      | 27           |

### Fotnoter
1. ↑  Svensk mediedatabas, läst 30 maj 2013
2. ↑  Svensk mediedatabas, läst 30 maj 2013
3. ↑  Svensk mediedatabas, läst 30 maj 2013
4. ↑  Svensk mediedatabas, läst 30 maj 2013

Låten spelades även på spanska av "sera por que te amo" av Los chicos de Puerto Rico.
5. 1 2  ”Sarà perché ti amo”. Hitparad. http://www.ultratop.be/nl/showitem.asp?interpret=Ricchi+%26+Poveri&titel=Sar%E0+perch%E9+ti+amo&cat=s. Läst 30 maj 2013.
6. ↑  ”Sarà perché ti amo”. http://sites.estvideo.net/hit.parade/1981.html. Läst 30 maj 2013.
7. ↑  ”Sarà perché ti amo”. http://www.hitparadeitalia.it/hp_yends/hpe1981.htm. Läst 30 maj 2013.
8. ↑  ”Sarà perché ti amo”. Hitparad. http://hitparade.ch/showitem.asp?interpret=Ricchi+%26+Poveri&titel=Sar%E0+perch%E9+ti+amo&cat=s. Läst 30 maj 2013.
9. ↑  ”Ricchi & Poveri - Sarà perché ti amo” (på tyska). offiziellecharts.de. Gfk Entertainment. https://www.offiziellecharts.de/titel-details-738. Läst 31 oktober 2020.
10. ↑  ”Sarà perché ti amo”. Hitparad. http://austriancharts.at/showitem.asp?interpret=Ricchi+%26+Poveri&titel=Sar%E0+perch%E9+ti+amo&cat=s. Läst 30 maj 2013.
11. ↑  ”Var ska vi sova i natt?”. Hitparad. http://hitparad.se/showitem.asp?interpret=Perikles&titel=Var+ska+vi+sova+i+natt&cat=s. Läst 30 maj 2013.
12. ↑  ”Var ska vi sova i natt?”. Hitparad. http://hitparad.se/showitem.asp?interpret=Brinkenstj%E4rna&titel=Var+ska+vi+sova+i+natt&cat=s. Läst 30 maj 2013.